# Robustagramma gigantisclerosum
Robustagramma gigantisclerosum är en tvåvingeart som beskrevs av Marshall och Xiaolong Cui 2005. Robustagramma gigantisclerosum ingår i släktet Robustagramma och familjen hoppflugor.
Artens utbredningsområde är Ecuador. Inga underarter finns listade i Catalogue of Life.